# Simon P Brown
Simon P Brown (1963) is een golfprofessional uit Engeland. Hij speelt sinds 2013 op de Europese Senior Tour.
Brown werd in 1983 professional en verhuisde naar Duitsland waar hij vanaf 1984 golfleraar was op Golfclub Rhein-Sieg bij Bonn. Hij heeft enkele toernooien op de Challenge Tour en de Europese Tour gespeeld maar ging pas in 2012 naar de Tourschool om een spelerskaart te krijgen voor de Senior Tour. Hij bezocht Denis Pugh, die ook de coach is van Edoardo en Francesco Molinari, en eindigde op de 2de plaats achter David James. Hij heeft op de Senior Tour in de eerste zes toernooien van 2013 geen cut gemist. In september won hij in Rusland en in oktober in Nederland.

## Gewonnen
Senior Tour
- 2013: Russisch Seniors Open, Dutch Senior Open (-3)

## Teams
- European Team Championship: 2000, 2001, 2002, 2003, 2004, 2006, 2007, 2009, 2010, 2011, 2012